# Tiskalnik
Tiskalnik (angleško printer) je v računalništvu izhodna naprava, ki kodirane podatke iz računalnika pretvori v človeku razumljivo obliko, besedilo in/ali sliko, ki jo odtisne na papir ali drug material. 

## Vrste
- tiskalnik z valjem
- tiskalnik z letvicami
- tiskalnik z verigo
- tiskalnik z okroglo glavo
- laserski tiskalnik
- brizgalni tiskalnik (ink jet tiskalnik)
- matrični tiskalnik
- tiskalnik na vosek
- iglični tiskalnik

## Črnilni tiskalniki
Sodobni črnilni (brizgalni) tiskalniki delujejo na približno enak način, saj iz brizgalnih šob brizgajo barvo na papir. Od kakovosti tiskalnika pa je odvisno kako lep je zapis.
Osnovni princip črnilnih tiskalnikov je enak pri vseh proizvajalcih, vendar pa se razlike kažejo v tehniki brizganja barvila iz barvnih cevčic. Večina jih uporablja bubble-jet (»mehurčkasto«) tehniko, ki je bila odkrita in patentirana leta 1977 od podjetja Canon. Pri tej tehnologiji gre za segreto brizgalno cevčico, ki zaradi segrevanja, razširjeni barvni mehurček izbrizga na papir, kjer se razlije v obliki kapljice. HP (Hewlett Packard) je prav tako leta 1977 podobno tehniko poimenoval thermal inkjet.
Za razliko od Canona in HP-ja pa je Epson razvil tehniko piezzo, ki izrablja lastnost nekaterih kristalov, ki spremenijo obliko,če jih spodbudimo z električnimi impulzi in tako iztisnejo barvilo iz cevčice.
Največji problem pri izdelavi tiskalnikov te vrste so tiskalne glave. Tiskalna glava je sestavljena iz cevk, ki so napolnjene s črnilom. Na eni strani so pritrjene na kartuše, na drugi pa so odprte. Pri tiskalni glavi je pomembno, da vsaka cevka s čim večjo hitrostjo brizga kapljice črnila, ki so čim manjše, okrogle in identične. Zaželeno je, da naenkrat brizgne le eno kapljico, saj se drugače pojavijo packe. Za natančno postavitev na papirju in tako dobro kakovost pa je pomembno, da kapljica leti s čim večjo hitrostjo, saj le tako leti naravnost in se postavi na želeno mesto.
Na sliki 1 lahko vidimo izbrizg kapljice črnila, pri toplotnem prenosu, razdeljenega na 6 korakov:
(1) Grelni element je ohlajen, šoba pa je napolnjena s črnilom.
(2) Grelni element se hitro segreva, z njim se segreje tudi črnilo, ob elementu nastanejo majhni mehurčki.
(3) Črnilo se neposredno ob grelnem elementu v trenutku upari in majhni mehurčki se združijo v večjega.
(4) Grelni element je vse bolj topel in mehurček ob njem raste. Ko doseže največjo velikost iztisne črnilo prek izhoda šobe.
(5) Grelni element se ugasne, in vse se zelo hitro ohladi, zato se mehurček hitro zmanjša, izbrizgano črnilo pa se spremeni v kapljico.
(6) Izbrizgana kapljica odleti na papir, podtlak v cevki pa potegne novo črnilo v šobo, in postopek se ponovi.
Na sliki 2 lahko vidimo izbrizg kapljice črnila pri piezzo prenosu razdeljenega na 8 korakov:
(1) Piezzo kristal spremeni velikost, ko ga priključimo na elektriko. Ko ga odklopimo se vrne v prvotno obliko. Spreminjanje stanj je zelo hitro in natančno, tako ga lahko s spreminjanjem napetosti dobro nadzorujemo. Dobra lastnost kristalov je tudi dolga življenjska doba, zato v Epsonovih tiskalnikih, ki uporabljajo
to tehnologijo, menjamo le kartuše in ne tudi tiskalne glave.
(2) Epson uporablja večplastni piezzo material, ki ima zelo dobre lastnosti, saj potrebuje za največjo upognejnost le 5 mikrosekund, naslednjih 5 mikrosekund gre za poravnavo. Teoretično lahko na sekundo izstrelimo 20.000 kapljic, ki dosežejo veliko hitrost, kar pomeni veliko natančnost.
(3) Tiskalna glava je tik pred začetkom tiskanja. Piezzo element ni električno nabit, cevka pa je napolnjena s črnilom.
(4) Piezzo element se priključi na napajanje, pri tem spremeni obliko, tako da se upogne navznoter in tako iztisne črnilo.
(5) Napajanje na piezzo elementu se ugasne in element se hitro izravna, zaradi tega nastane kapljica.
(6) Kapljica z veliko hitrostjo odleti na papir, podtlak v šobi pa hkrati potegne novo črnilo v šobo. Šoba je pripravljena na nov izbrizg.
(7) Na sliki je konec šobe pri navadnem piezzo brizganju. Opna, ki jo ustvari črnilo je malo upognjena navznoter, v trenutku ko tiskalnik izstreli kapljico se opna upogne še malenkost bolj v notranjost, nato pa se vrne v prvotno stanje.
(8) Ker Epsonovi tiskalniki delujejo drugače od tiskalnikov drugih bolj razširjenih podjetij, so se njihovi inženirji drugače spopadli s problemom večje ločljivosti. Za dosego večje ločljivosti potrebujemo manjše kapljice. Te je mogoče doseči na tri načine. Pri enem od njih gre za zožanje šobe, vendar se pri tem načinu šoba pogosto zamaši s črnilom. Možno je tudi zmanjšanje napetosti na piezzo kristal, tako da se ta počasneje razteza in krči, vendar je ta tehnologija prepočasna. Epson je zato v seriji tiskalnikov, imenovani Stylus Color, uporabil tehnologijo AMC – Advanced Meniscus Control, ki tik pred izbrizgom na piezzo material pripelje negativno napetost, zato se material upogne navzven, s tem zmanjša napetost v šobi in opna se upogne še bolj v notranjost. Nato na piezzo element pripeljejo pozitivno napetost in kapljica, ki jo šoba izstreli, je manjša. To pomeni večjo ločljivost, hitrost pa je še vedno dobra, saj lahko šoba v eni sekundi, pri ločljivosti 720 dpi, izstreli 14.400 kapljic. Te so trikrat manjše od običajnih. Šoba lahko brizga kapljice različnih velikosti, kar lahko pri tiskanju z manjšo ločljivostjo pospeši tiskanje. Teoretično je mogoče tudi izpisovanje s spremenljivo velikostjo pik.

## Laserski tiskalniki
Glavni del laserskega tiskalnika je valj (boben), ki ga lahko statično naelektrimo, s svetlobo pa se ga da razelektriti. Laser, po katerem so tiskalniki dobil ime, ima vlogo natančnega razelektrevanja, risanja po bobnu. Pri nekaterih novejših laserskih tiskalnikih pa so laser zamenjale svetleče diode (LED), vendar je ime laserski tiskalnik ostalo. Tiskanje s pravim laserskim tiskalnikom je zelo hitro, predvsem s črno belim, saj mora papir le čez en valj. Pri barvnem tiskanju pa gre vsak list čez valj štirikrat, vsakič se nanese druga barva (črna, rumena, modra, vijolična), zato je tiskanje počasnejše. Za pospešitev imajo boljši tiskalniki štiri valje. Pri vsakem valju se na papir nanese ena od štirih barv, ki jih uporablja tiskalnik. Da bi to tiskanje še pospešili, so valje postavili zaporedno, kar je vidno na sliki 9. Pri tiskalnikih, ki namesto laserja uporabljajo LED diode pa je kljub enemu valju tiskanje barvnih strani enako hitro kot tiskanje črno belih strani. Za to je kriva postavitev svetlečih diod, ki so postavljene v štiri vrste, za vsako barvo ena vrsta. Postopek tiskanja pri laserskih tiskalnikih lahko opišemo v šestih korakih.
1. S posebno elektrodo imenovano koroton na valj enakomerno nanesemo pozitiven naboj. (slika 10)
2. Z laserskim žarkom, pri nekaterih tiskalnikih z LED diodami, tiskalnik »riše« po vrtečem se valju in z žarkom razelektri določene dele valja. (slika 11)
3. Delci barve so pozitivno nabiti, zato se pri nanašanju odbijejo od naelektrenih delov valja, na razelektrene dele pa se barva prime. (slika 12)
4. Ob nadaljnjem vrtenju valja se pozitivno nabiti delci barve prenesejo na papir, ki ga ob vhodu negativno naelektrimo. (slika 13)
5. Da se lahko papir po tiskanju odlepi od valja, ga moramo takoj razelektriti. Papir nato potuje do dveh valjastih grelcev razvijalne enote, kjer se barva zaradi toplote raztali in sprime z vlakni na papirju. (slika 14)
6. Preostanek barve odstranimo s pomočjo ščetke, valj pa razelektrimo s svetlobo. Postopek se nato ponovi.

Pri barvnih tiskalnikih se za tiskanje ene strani postopek ponovi štirikrat.

### Laser ali LED diode
Ker poznamo dva različna načina preslikavanja slike na valj, se pojavlja vprašanje kateri je boljši. Pravega odgovora ne moremo dobiti, saj imata tako laserska tehnologija, kot tudi tehnologija z LED diodami dobre in slabe lastnosti.
Laserska tehnika temelji na laserskem žarku, ki se skozi prizmo preslika na valj. Prizma služi tudi za usmerjanje žarka po vodoravni osi valja (slika 11). Za natančnost potrebujemo še sistem leč, ki poskrbijo za odpravo napak, ki nastanejo zaradi različnih dolžin med prizmo in valjem (prizma – sredina valja, prizma –rob valja). Ločljivost pri takem tiskalniku določata dva mehanizma. Vodoravna ločljivost je odvisna od natančnosti mehanizma leč in prizme. Navpična ločljivost pa je odvisna od natančnosti koračnega motorja, ki vrti valj (valj se ne vrti zvezno, ampak po korakih). S programsko opremo se da mehansko določeno ločljivost še izboljšati. Vendar je slika, ki je natisnjena s tiskalnikom z mehansko ločljivostjo 1200 dpi boljša od slike, ki je bila natisnjena s tiskalnikom, ki ima mehansko ločljivost 600 dpi in s programskimi algoritmi izboljšano na 1200 dpi. Vseeno pa je slika, ki je natisnjena s pomočjo programskih algoritmov boljša kot slika natisnjena z istim tiskalnikom, vendar le z mehansko ločljivostjo.
Leta 1995 je Casio razvil novo tehnologijo, s katero so zapleten sistem leč in laserja nadomestili z LED diodami, ki posvetijo na boben, na mesto, kjer ga želimo razelektriti. Ostali deli tiskalnika so ostali enaki kot pri pravih laserskih tiskalnikih. Verjetno prav zaradi tega tudi tej vrsti tiskalnikov pravimo laserski, čeprav nimajo laserja. Pri tej tehnologiji je dobro, da lahko pri barvnem tiskalniku uporabimo le en valj in je hitrost enaka črno belemu tiskanju, saj so LED diode postavljene v štiri vrste (za vsako barvo ena vrsta). Slabost te tehnologije je, da lahko v eno vrsto postavimo le 600 diod, zato pa je ločljivost dosti slabša od najvišjih. Vodoravna ločljivost je tako le 600 dpi in se je ne da programsko izboljšati. Programsko izboljšamo lahko le navpično ločljivost. Upoštevati moramo tudi, da se LED diode nenehno prižigajo in ugašajo, zato je njihova življenjska doba krajša. Vseeno pa proizvajalci pri teh tiskalnikih dajejo petletno garancijo.
Za izpis besedila in preproste grafike sta oba sistema enako dobra, razlika se pojavi šele pri zahtevnejših izpisih pri veliki ločljivosti, kjer je laserska tehnologija boljša. Prednost LED tehnologije pa je v hitrejšem tiskanju barvnih strani.

### Kodiranje pri laserskih tiskalnikih
Koda ASCII pri laserskih tiskalnikih ne pride v poštev, saj laserski tiskalniki ne potrebujejo zaporedja znakov, ampak kodirano postavitev pik. Pri večini današnjih laserskih tiskalnikov se uporablja eden od jezikov PCL, postscript ali GDI. Najboljši od njih je postscript, saj sliko opiše na vektorski način, tako da je slika enaka ne glede na kakšni napravi jo prikažemo, svojo obliko pa ohrani tudi pri povečevanju. Za prikaz slike si vsaka naprava posebej vektorsko sliko pretvori v bitno. Postscript je razvilo podjetje Adobe leta 1985. Jezik je od takrat naprej standardni za obdelovanje dokumentov in slik v zahtevnejših okoljih. Tiskalniki, ki podpirajo postscript pa so dražji od tistih, ki postscripta ne podpirajo, saj Adobe zahteva licenčnino za vsak svoj izdelek (programska oprema, naprava). Večina tiskalnikov podpira drugo in tretjo različico postscripta. Na trgu se pojavlja tudi nekaj jezikov, ki posnemajo postscript, vendar se pri nekaterih pojavijo tudi napake. Po teh kopijah segajo tudi velika podjetja kot je HP, vendar nimajo s tem težav. Prav zardi licenčnine, ki jo morajo podjetja plačevati, je Adobe pustil nekaj prostora tudi za konkurenco. Daleč najbolj uveljavljen med njimi je PCL, ki ga je v sedemdesetih razvil HP. Ker je bil prvotno namenjen matričnim tiskalnikom je bolj omejen kot postscript. Za razliko od podjetja Adobe HP ne pobira licenčnine, temveč je le spodbudil kloniranje in razvijanje združljivih različic. Prav zaradi tega je na tržišču poplava različic. Tudi HP je PCL razvijal in uradna izvedenka je trenutno na voljo v šesti različici. PCL je manj računsko zahteven kot postscript in zato tiskalniki s slabšo elektroniko tiskajo hitreje v PCL kot v postscriptu. Pri zahtevnejših slikah pa se pokaže manjša natančnost PCL-ja (slika 16 in slika 17). Nekateri tiskalniki pa podpirajo opisni jezik GDI (Graphical Device Interface). Za razliko PCL in postscripta je pri GDI-ju tiskalnik namenjen le tiskanju in tako vlogo elektronike v tiskalniku prevzame računalnik, ki sam obdela sliko in jo spremeni v bitno. Pri GDI-ju gre praktično za knjižico, ki je del okolja Windows, zato v večini primerov laserski tiskalniki te vrste delujejo le pri računalnikih z operacijskim sistemom Windows, ki imajo tehnologijo Windows Printing System in s tem tudi podporo GDI-ju. Tiskalnik s podporo GDI-ju zato ne deluje v ostalih operacijskih sistemih. Ker mora biti računalnik dovolj odziven med tiskanjem tudi za druga opravila, je pri tiskanju zahtevnejših dokumentov kvaliteta podobna kot pri PCL-ju, ponekod se lahko pojavijo tudi napake.

### Opis lastnosti pri laserskih tiskalnikih
Proizvajalci pri promociji laserskih tiskalnikov izpostavijo nekatere ključne podatke o lastnostih tiskalnika. Najbolj poudarjena je seveda ločljivost. Nekateri proizvajalci ne navedejo dejanske mehanske ločljivosti tiskalnika, temveč ločljivost izboljšano s programskimi algoritmi, ki pa včasih ni tako dobra kot pri tiskalnikih, ki imajo mehansko ločljivost enako kot programsko izboljšana ločljivost primerjanega tiskalnika. Pomembna je tudi hitrost tiskanja. Podana je v straneh natisnjenih v eni minuti. Za razliko od podajanja hitrosti pri brizgalnih tiskalnikih, so podane hitrosti pri laserskih tiskalnikih bolj resnične. Odstopanja so zelo majhna, včasih pa je tiskalnik v resnici celo hitrejši. Pri podajanju hitrosti tiskalnika se prvo stran po navadi izpusti, saj pred tiskanjem poteka še obdelava podatkov. Včasih je posebej podana tudi hitrost izpisa prve strani, saj se tiskalnik v večini uporablja za tiskanje kratkih dokumentov. Hitrost je seveda podana pri privzeti ločljivosti tiskalnika in za papir formata A4. Tiskalniki, ki lahko tiskajo tudi večje formate imajo hitrost za tiskanje nanje podano posebej. Za kupce, ki bodo tiskali predvsem v poslovne namene in v velikih količinah sta pomembna tudi podatka o zmogljivosti predala in odlagalnika za papir. Če je potreba po tiskanju velika, zmogljivost predalnika pa majhna, je zelo nerodno saj je potrebno predal neprestano polniti. Zmogljivejši tiskalniki imajo tudi več predalov za papir. Pomemben je tudi podatek, koliko listov zmore tiskalnik natisniti v enem mesecu. Če mora tiskalnik neprestano tiskati več kot je zanj predvideno se lahko zgodi, da nekateri mehanski deli niso več kos obremenitvam. Prav tako spada med pomembnejše podatke, podatek o opremljenosti tiskalnika z vmesniki. Pri večini slabše kakovostnih tiskalnikov se pojavlja USB vmesnik. Večina jih ima tudi vzporedni vmesnik (starejša generacija vmesnikov). Pri tiskalnikih višjega razreda pa primat prevzame omrežni vmesnik. Z doplačilom lahko nabor vmesnikov razširimo. Pri uporabnikih, ki bodo veliko tiskali je pomembna tudi cena enega izpisa.

### Dodatki pri laserskih tiskalnikih
V tiskalnike lahko vgradimo tudi dodatke. Tiskalniku lahko povečamo velikost pomnilnika in tako pohitrimo obdelavo podatkov. V tiskalnik, ki bo priklopljen v omrežje računalnikov, pa lahko vgradimo tudi trdi disk, tako da uporabnikom ni potrebno čakati na sprostitev pomnilnika. Svoje podatke shranijo na disk tiskalnika in sprostijo računalnik. Za uporabnike, ki veliko tiskajo obojestransko, pa je možen dokup enote za tiskanje na obe strani. Ta enota list med tiskanjem obrne in tiskalnik ga potiska še z druge strani. Boljšim tiskalnikom lahko dodamo tudi optični čitalec ali fax napravo.

### »Varnostna«tehnologija barvnih laserskih tiskalnikov
Ameriška vlada je v začetku devetdesetih prepričala proizvajalce barvnih laserskih tiskalnikov, da v svoje proizvode vgradijo posebno varnostno tehnologijo, ki bi povezala natisnjen dokument s točno določenim tiskalnikom. To naj bi pripomoglo k dokazovanju krivde pri ponarejevalcih denarja, listin in pomembnih dokumentov. Vsak tiskalnik naj bi imel čisto svojo kodo, po kateri bi lahko natisnjen dokument povezali s storilcem.
Pri tej varnostni tehnologiji gre za čisto majhne (od 0,1 do 0,2 mm) svetlo rumene pike (slika 18). Zardi kontrasta med barvo in papirjem pik s prostim očesom ne vidimo. Pomagamo si lahko s povečevalno lečo ali mikroskopom. Pike potemnijo, če jih osvetlimo z modro svetlobo (slika 19). Za kodo gre v primeru če se pike ponavljajo v nekem določenem vrstnem redu, drugače so pike lahko posledica napake pri tiskanju.
Uporabniki tega niso vedeli do septembra 2005, ko je Electronic Frontier Foundation (EFF) s projektom Is Your Printer Spying On You ugotovila in razkrila sistem kodiranja serijske številke, datuma natisa in ure natisa pri Xeroxovih tiskalnikih DocuColor (slika 20). Testirali so tudi druge tiskalnike in iz rezultatov testa, ki so objavljeni na spletni strani: http://www.eff.org/Privacy/printers/list.php lahko vidimo, da je več tiskalnikov, ki tiskajo poleg dokumenta tudi kodo, od tistih , ki tiskajo le dokument. Iz seznama je razvidno, da so vsi testirani tiskalniki Samsung in OkiDATA eni tistih, ki natisnejo le dokument. Ravno obratno pa je s testiranimi tiskaniki Epson, Dell, Kyocera, Lanier, Ricoh, Savin, Toshiba in Panasonicovim modelom Workio KXCL-500. Ostali, pri testu omenjeni proizvajalci, pa večinoma v svoje tiskalnike vgrajujejo tovrstne naprave ali pa izvajalci testa niso bili popolnoma prepričani v rezultat testa. Pri Canonu, Lexmarku in IBM-u se je zgodilo, da le pri enem tiskalniku niso bili prepričani, pri drugih tiskalnikih pa je bila koda očitna. Ta podatek kaže na veliko verjetnost da je kodirna naprava vgrajena tudi v te modele.

## Matrični tiskalniki
Matrične tiskalnike se uporablja predvsem pri tisku v velikih količinah, kjer velika kakovost tiska ni potrebna, je pa pomembna moč udarca (tiskanje v več izvodih). Takšnih tiskalnikov ne uporabljamo za domače zadeve. Uporabljajo jih podjetja, saj morajo vsak mesec natisniti veliko količino položnic, ki so več plastne (pomembna moč udarca).